# Stjepan Krešić (filolog)
Stjepan Krešić (Donje Hrasno kraj Neuma, BiH, 22. veljače 1915. – Ottawa, Kanada, 21. travnja 1984.), hrvatski klasični filolog i književni prevoditelj

## Životopis
Rođen u Donjem Hrasnom kraj Stoca u Hercegovini. U Zagrebu 1941. diplomirao i doktorirao filologiju. U Kanadu se iselio 1959. godine. Predavao na Odsjeku za klasičnu filologiju Sveučilišta u Ottawi. Autor grecističkih i latinističkih studija. Ističu se Krešićevi prijevodi Krika i bijesa Williama Faulknera te Dickensovih Posmrtnih spisa Pickwickova kluba  koje se smatra primjerom književnog prevođenja, Istočno od raja Johna Steinbecka i druge. 
Bavio se književnom hermeneutikom. Urednik zbornika Suvremena književna hermeneutika i interpretacija klasičnih tekstova (Contemporary Literary Hermeneutics and Interpretation of Classical Texts). Član američke Hrvatske akademije.